# Coppa Italia 1979-1980 (pallavolo maschile)
La Coppa Italia di pallavolo maschile 1979-80 fu la 2ª edizione della manifestazione organizzata dalla FIPAV.

## Regolamento e avvenimenti
Alla manifestazione presero parte venti squadre di Serie A2 e dodici di Serie A1, con ammissioni dirette a fasi successive alla prima per queste ultime.
Vennero disputati, con gare di sola andata, primo, secondo e terzo turno. Quest'ultimo selezionò otto squadre per due i gruppi in cui erano state strutturate le semifinali. Le prime due squadre classificate di ogni gruppo andarono a disputare il girone finale a Modena, tra il 3 e il 5 aprile 1980; per quoziente set, la prima classificata risultò essere la Panini Modena, al suo secondo successo consecutivo.

## Girone finale

### Partecipanti
- Edilcuoghi Sassuolo
- Panini Modena
- Paoletti Catania
- Veico Parma

### Classifica
| Pos. | Squadra             | Pt | G | V | P | SV | SP |
| ---- | ------------------- | -- | - | - | - | -- | -- |
| 1.   | Panini Modena       | 4  | 3 | 2 | 1 | 8  | 4  |
| 2.   | Edilcuoghi Sassuolo | 4  | 3 | 2 | 1 | 7  | 5  |
| 3.   | Paoletti Catania    | 4  | 3 | 2 | 1 | 8  | 6  |
| 4.   | Veico Parma         | 0  | 3 | 0 | 3 | 1  | 9  |

| Vincitrice della Coppa Italia |

### Risultati

#### Tabellone
|          | Catania | Modena | Parma | Sassuolo |
| -------- | ------- | ------ | ----- | -------- |
| Catania  | XXX     | 3-2    | 3-1   | –        |
| Modena   | –       | XXX    | 3-0   | 3-1      |
| Parma    | –       | –      | XXX   | –        |
| Sassuolo | 3-2     | –      | 3-0   | XXX      |